# Donovan Christien
Donovan Christien (né le 5 février 1998 à Quimper), est un athlète français, spécialiste des épreuves de demi-fond et de cross-country. Il s'est notamment révélé lors des championnats de France de cross-country à Montauban en novembre 2021.  

## Carrière
Donovan Christien est médaillé d'or en cross par équipes lors des Championnats d'Europe de cross-country 2022 à Turin.

## Palmarès
| Date | Compétition                             | Lieu      | Résultat | Épreuve     | Temps       |
| ---- | --------------------------------------- | --------- | -------- | ----------- | ----------- |
| 2021 | Championnats de France de cross-country | Montauban | 3e       | Cross court | 13 min 57 s |
| 2022 | Championnats de France de 5 km          | Albi      | 3e       | 5 km        | 14 min 10 s |

| Date | Compétition                            | Lieu  | Résultat | Épreuve        | Temps      |
| ---- | -------------------------------------- | ----- | -------- | -------------- | ---------- |
| 2022 | Championnats d'Europe de cross-country | Turin | 59e      | Course seniors | 32 min 5 s |
| 2022 | Championnats d'Europe de cross-country | Turin | 1er      | Par équipes    | —          |

## Records
| Épreuve       | Épreuve   | Marque          | Lieu               | Date            |
| ------------- | --------- | --------------- | ------------------ | --------------- |
| 1 500 mètres  | Plein air | 3 min 45 s 35   | Montreuil          | 22 mai 2022     |
| 5 000 mètres  | Plein air | 13 min 22 s 61  | Oodergem (Belgium) | 27 mai 2023     |
| 5 kilomètres  | Plein air | 14 min 10 s     | Albi               | 16 octobre 2022 |
| 10 kilomètres | Plein air | 28 min 5 s      | Lille              | 17 octobre      |
| Semi-marathon | Plein air | 1 h 02 min 28 s | Paris              | 3 mars 2024     |